# Den arianske strid
 Denne artikel bør gennemlæses af en person med fagkendskab for at sikre den faglige korrekthed.
    En del letforvekslelige navne kræver skærpet opmærksomhed og eftersyn

Med den arianske strid betegner man inden for dogmeforskningen de stridigheder der blev ført lidenskabeligt i 4. århundrede om Arius' lære (arianismen) og spørgsmålet om Jesus var inkarneret Logos, gudlignende eller noget forskelligt fra Gud, altså skabt.
Da det siden det første koncil i Nikæa 325, hvor Arius var blevet fordømt, slet ikke længere drejede sig om Arius, men at ariansk snarere – skønt det er omstridt hvor egnet – var blevet et kampbegreb mod koncilets kritikere, er det i nyere dogmeforskning[kilde mangler] blevet foreslået hellere at tale om fasen efter 325 som den trinitariske eller subordinationistiske strid.
Det drejede sig ikke kun om en strid blandt teologer; den almindelige befolkning var ligeledes ganske engageret deri.
Striden udspilledes ikke blot på et teologisk plan, men ofte også, eller endda især på et politisk plan. I det væsentlige kan man skelne mellem tre faser:
- Stridens udvikling før det første koncil i Nikæa, ca. 318-325
- En reaktion med moderat og radikal kritik af koncilbeslutningen på yderligere konciler mellem 325 og 361.
- Igen en øget tilslutning til tilhængerne af koncilet i Nikæa frem til deres sejr på koncilet i Konstantinopel 381.

## Udviklingen til koncilet i Nikæa
Kontroversen begyndte 318 i Alexandria under en uformel diskussion af treenigheden som biskop Alexander (død 326) førte med sine ældste. En af disse, Arius, anklagede i diskussionen biskoppen for sabellianisme – ser Gud som én person der manifesterer sig på tre forskellige måder – og erklærede derimod sin egen mening: "der var en tid hvor Jesus ikke var"   og   "ud af Intet er han skabt" (creatio ex nihilo) hvilket han understøttede med bibelcitater.
En af biskoppens unge diakoner, Athanasius som 328 efterfulgte Alexander som patriark i Alexandria, talte senere energisk mod denne lære. For ham drejede det sig ikke om filosofiske overvejelser: han kæmpede for frelsen. Jesus, verdens og alle menneskers frelser, kunne ikke selv være en skabning der havde frelse behov. Når Arius anså Jesus for skabt, berøvede han menneskeheden for frelseren. Athanasius mindede om Johannes 1 (Joh 1).
Der var 319 en af Alexander indkaldt biskop-synode for Libyen og Ægypten. Den lære som Arius tilsluttede sig, at Jesus Kristus som Guds søn klart var underordnet Gud, altså "subordineret", blev enstemmigt fordømt som vranglære, og Arius blev forvist fra Alexandria. Han fortsatte dog med at udbrede sin lære, understøttet af de indflydelsesrige biskopper Eusebius fra Nikomedia og Eusebius fra Caesarea, og kontroversen udbredte sig på kort tid den samlede kristenhed i østen.
Kejser Konstantin appellerede personligt til biskop Alexander og Arius om at de skulle komme til enighed om det kristologiske spørgsmål om forholdet mellem Gud og Jesus Kristus. Da han så at der ikke kunne blive tale om en mindelig afgørelse, og striden også udviklede sig i befolkningen på en sådan måde at han anså rigets stabilitet i fare, indkaldte han 325 over 1800 biskopper til et almindeligt koncil i Nikæa ved Konstantonopel.
Der samledes dog kun 318 biskopper, og efter oprevne diskussioner satte Alexanders positions sig igennem mod Arius' tilhængere, arianerne.

## Koncilet i Nikæa
På grund af Konstantins intervention udarbejdede koncilet til sidst formlen født af Faderen og af samme væsen, homoousios:
...
Og på én Herre, Jesus Kristus,
Guds enbårne Søn, som er født af Faderen før alle tider,
Gud af Gud, lys af lys, sand Gud af sand Gud,
født, ikke skabt, af samme væsen som Faderen,
ved hvem alt er skabt,
...
Koncilet betonede at sønnen var en del af Treenigheden og ikke en del af skabningen, det skabte.
Alle arianere blev truet med udelukkelse, ekskommunikation, hvis de ikke tilsluttede sig den nikænske trosbekendelse, der sammenfattede denne lære. Arius tilsluttede sig ikke og blev bandlyst. Hans skrifter blev brændt, og der var dødsstraf for besiddelse af dem, noget der dog ikke blev gennemført af kejseren, da arianeren Eusebios fra Nikomedia blot fire år efter var hans biskop ved hoffet (ty. Hofbischof).

## Arianernes reaktion
To år senere blev Arius benådet og kejseren forlangte (forgæves) at han igen blev optaget i kirken i Alexandria. Samme år døde biskop Alexander af Alexandria, og Athanasius blev hans efterfølger.
Den enighed man håbede på udeblev. I folket var meningerne delte og blev fremført lidenskabeligt i hvert tilfælde. I løbet af nogle få år var kristenheden i østen dybt splittet. Alexandria var højborgen for tilhængerne af Treenigheden, trinitarerne, mens eksegeterne fra Antiochia var på Arius' side. Den følgende tid var præget af gensidige anklager mellem "nikænere" og arianere, af bagvaskelser, afvisninger, bandlysninger. Det arianske parti havde i årene efter Nikæa især fremgang inden for den højere gejstlighed og blandt de hellenistisk uddannede ved hoffet og i kejserens hushold, således at flertallet af biskopper frivilligt eller tvungent omkring 360 stemte ariansk. Der fandt forskellige arianske synoder sted, som mellem 340 og 360 tilsluttede sig fjorten forskellige ikke-trinitariske bekendelser.
En synode i Tyros og Jerusalem, hvor både Eusebius fra Cæsarea og Eusebios fra Nikomedia spillede en afgørende rolle, genoptog 335 Arius og hans trosfæller i kirken. Den samme synode afsatte Athanasius, og det lykkedes dem at få kejser Konstantin over på deres side. Athanasius blev forvist til Trier hvor han blev venner med Constantius II, kejser Konstantins søn. Om det faktisk forholder sig som Athanasius i sin Vita Antonii beretter om den hellige Antonius, at denne ilede til Alexandria fra sin ensomhed i Overægypten for at bistå sin ven Athanasius og redde ham fra bandlysning, må vurderes med forsigtighed.
336 døde Arius i Konstantinopel kort før den genoptagelse i kirken som kejseren havde forlangt; det fejrede den nikænske biskop af Konstantinopel som en guddommelig afgørelse (ty. Gottesurteil) – han havde forud bedt for at enten han selv eller Arius ikke skulle opleve den dag da Arius blev genoptaget i kirken.
337 døde kejser Konstantin efter at være blevet døbt af Eusebius af Nikomedia. Gravtalen blev holdt af Eusebius af Caesarea. Riget blev opdelt mellem Konstantins tre sønner: Constantius II fik den østlige del, Konstantin II fik Britannien og Gallien, Constans Italien og Illyrien. Constantius kaldte Athanasius tilbage til Alexandria hvor han blev modtaget med begejstring.
Arianeren Eusebius af Nikomedia blev 338 biskop i Konstantinopel, hvad der på det tidspunkt ansås som jævnstillet med biskoppen af Rom. Samme år afsatte et koncil i Antiochia Athanasius, som derved blev forvist for anden gang. Gregor fra Kappadokien blev indsat som biskop i Alexandria (ikke at forveksle med to andre kappadokiere Gregor fra Nazianz eller Gregor fra Nyssa, som da kun var i skolealderen). Samme år døde Eusebius fra Cæsarea.
Fra omkring 340 omvendte arianeren Wulfila goterne til den arianske kristendom. I de følgende årtier blev goterne en væsentlig faktor i den arianske strid, da de udgjorde en stor del af den kejserlige hær og dermed også havde politisk indflydelse.
Efter Konstantins II's død 340 blev Constans enehersker i den vestlige del af riget. Han støttede nikænerne, mens hans bror Constantius stod på arianernes side. Også biskop Julius I af Rom støttede trinitarerne, og anerkendte Athanasius som biskop, som i denne tid udviklede gode forbindelser til den romerske kurie.
Så længe Konstantin den Store levede, havde bekendelsen fra Nikæa været uantastet, men efter hans død arbejdede "eusebianerne" energisk på igen at få ophævet formlen fra Nikæa. I Constans levetid skete det endnu (kun?) i moderat form. 341 og 344 blev der afholdt to arianske konciler i Antiochia. Alle de tilstedeværende biskopper var fra østen, de fleste imod Athanasius. De udformede fire arianske bekendelser, der snarere var moderate, som udelod homoousios, af samme væsen, og fordømte den yderliggående arianisme. De erklærede at de ikke var arianere, da de som biskopper ikke kunne følge en præst (Arius havde kun været præst). Dette år døde Eusebius fra Nikomedia.
Det koncil, som Constantius sammenkaldte i Serdica for igen at skabe enhed i kirken, blev en fiasko. Vesten var imod arianismen, østen for – begge sider fordømte hinanden. Også "arianerne" var splittede (Acacius fra Cæsarea, Basilius fra Ancyra og Aetios)
345 døde Gregor fra Kappadokien og det følgende år blev Athanasius igen indsat som biskop af Alexandria. Han blev igen modtaget med begejstring og arbejdede i de følgende ti år som biskop – og stadig som forkæmper for den trinitariske tro.
350 blev Constans, kejseren i den vestlige del af riget, myrdet. Constantius var dermed enehersker og planlagde at udrydde trinitarerne fra hele riget. 355 blev Athanasius bandlyst for tredje gang; denne gang tilbragte han tiden i Overægyptens ørken. Constantius indkaldte konciler i Arles (353), Milano (355) og Beziers (356), idet han under trusler om magt gennemførte fordømmelsen af Athanasius. Antallet forbløffede selv hedenske iagttagere: "Gaderne er fulde af galopperende biskopper".
På den arianske side fik det yderliggående parti mere vægt. På det tredje koncil i Sirmium (357) blev der udfærdiget en bekendelse som konsekvent tilsluttede sig en underordning af Jesus under Faderen; på koncilerne i Nikæa og Konstantinopel blev Jesus betegnet som "af lignende væsen" som Faderen, "homoiousios", og ikke "af samme væsen", homoousios (359). Hieronymus kommenterede tyve år senere: "Verden vågnede op med en stønnen og opdagede at den var ariansk".

## Tilhængerne af treenigheden vinder igen frem
361 døde Constantius, og hans fætter Julian Apostata, som var kejser for de vestlige provinser, kastede sig op til enehersker. Julian var som ikke-kristen hverken arianer eller tilhænger af treenighedslæren (trinitar), men ville igen indføre den gamle romerske religion. I Alexandria fandt en opstand sted, den arianske biskop blev myrdet af hedninge, og Athanasius kaldt tilbage af sine egne folk.
Efter Julians voldsomme død 363 i et perserfelttog kom – efter et kort mellemspil med den trinitariske kejser Jovian – den arianske kejser Valens til magten i øst og i vest igen en trinitarisk kejser Valentinian I, hvis kone Justina dog stod på arianernes side.
Det kom først til et vendepunkt i løbet af 370'erne: Basileios fra Cæsarea blev 370 Metropolit i Cæsarea og satte på trods af tryk fra kejser Valens hele sin indflydelse ind for den trinitariske side. Han bestræbte sig på også at bevæge pave Damasus I til en aktiv indsats, men opnåede dog ikke meget, thi efter Athanasius' død var der indtrådt en fremmedgørelse/Entfremdung mellem Rom og Østen (dog ikke mellem Milano og Østen). I Lilleasien satte den trinitariske side under indflydelse af Basileios sig igennem. Hovedstaden Konstantinopel forblev dog stadig ariansk.
374 blev Ambrosius biskop i Milano og arbejdede ikke blot teologisk, men også politisk for den trinitariske sag – også Milano var nu, trods alle kejserinde Justinas intriger, trinitarisk; Valentinians død, som, under formynderskab af hans arianske moder, bragte hans fire-årige søn på tronen, kunne ikke ændre dette.
Basileios døde 379, samme år blev hans ven Gregor fra Nazianz kaldt til Konstantinopel fra den trinitariske mindretalsmenighed. Han begyndte at prædike i sit kælderlokale, kirkerne var lukkede for ham. Hans teologisk og retorisk fremragende prædikener fik dog, trods massive angreb fra arianerne, en sådan tilslutning, at han et år senere under befolkningens begejstring blev udnævnt til metropolit i Konstantinopel.
Ligeledes 379 kom kejser Theodosius til magten; 380 lod han sig døbe trinitarisk, og han indførte fra 380 med Gregor fra Nazianz den trinitariske lære i Konstantinopel.

## Koncilet i Konstantinopel - Afslutningen
Theodosius indkaldte 381 til det første koncil i Konstantinopel hvor der under ledelse af Gregor fra Nazianz og Gregor fra Nyssa, Basileios af Cæsareas bror, blev udarbejdet en ny formulering af den nikænske trosbekendelse, der nu omtales som Den nikæno-konstantinopolitanske trosbekendelse
Dermed var den arianske strid i kirken bragt til ende. Mens arianismen levede videre endnu nogle århundreder blandt de germanske folk (goterne, vandalerne), der var blevet kristnet i perioden med ariansk dominans, blev afgørelsen fra Konstantinopel aldrig igen i den ortodokse og den katolske kirke rejst som et spørgsmål. Med den frankiske konge Klodevigs († 511) overgang til den romersk-katolske tro begyndte sejrsgangen for den trinitariske opfattelse også i den germanske verden.